# România la Jocurile Olimpice de iarnă din 1992
România a participat la Jocurile Olimpice de iarnă din 1992 cu 23 sportivi care au concurat la 8 sporturi (biatlon, bob, patinaj artistic, sărituri cu schiurile, schi alpin și schi fond).

## Participarea românească
România a trimis la Albertville o delegație formată din 23 sportivi (14 bărbați și 9 femei), care au concurat la 8 sporturi cu 37 probe (22 masculine și 15 feminine).
Cele mai bune rezultate obținute de delegația României au fost locul 4 obținut de echipajul de sanie - 2 persoane (Ioan Apostol și Liviu Cepoi) și locul 6 obținut de Mihaela Dascălu în proba de patinaj viteză pe distanța de 1.000 m. Aceeași sportivă a ocupat locurile 13, 17, 19 și 21 la celelalte probe. Ștafeta feminină de biatlon 3x7,5 km s-a clasat pe locul 10.
Boberii au evoluat slab, obținând locurile 18, 20 și 22. Reprezentanții României la celelalte sporturi au obținut rezultate modeste (este cazul săriturilor cu schiuri, al schiului alpin și al schiului fond).
Echipajul de sanie-dublu care s-a clasat pe locul 4 a concurat cu o sanie Germina veche, fabricată în fosta RDG în urmă cu vreo cinci ani, modificată după fotografii ale unor sănii noi, pentru a-i îmbunătăți aerodinamica. Unul dintre cei doi sănieri, Liviu Cepoi, afirma că "trei zile nu am putut să dorm de supărare după ce am ratat bronzul, deși am mers perfect, din punctul nostru de vedere, dar când îmi amintesc condițiile de acum îmi dau seama că ce am făcut noi era o mare realizare. (...) Consider că am avut neșansa să concurăm cu o sanie mai veche și asta a afectat rezultatele noastre".
La această ediție a Jocurilor Olimpice, delegația România a obținut 4 puncte, clasându-se pe locul 22 în clasamentul pe națiuni.

## Premierea sportivilor
Ca urmare a clasării pe locul 4 la Olimpiadă, sănierii Apostol și Cepoi au primit banii cu întârziere de câteva luni, inflația înjumătățind între timp premiul. "Noi nu am primit banii imediat, deși am fi avut mare nevoie de ei atunci, pentru că sporturile de iarnă nu o duceau prea bine cu banii, ci i-am primit prin vară, prin iulie-august, și țin minte că erau în jur de 4.000 de dolari, aproape jumătate din cât însemnau banii ăștia imediat după Olimpiadă, pentru că atunci inflația era foarte mare", declara Liviu Cepoi în anul 2010.

## Biatlon
| Sportiv                                                    | Probă                | Ținte ratate      | Timp                                        | Loc           |
| ---------------------------------------------------------- | -------------------- | ----------------- | ------------------------------------------- | ------------- |
| Nicolae Șerban                                             | 10 km (m)            | 4 (3 + 1)         | 31.29,6 (+5.27,3)                           | 81            |
| Nicolae Șerban                                             | 20 km (m)            | 5 (1 + 2 + 1 + 1) | 1:06.33,3 (+9.58,9)                         | 71            |
|                                                            |                      |                   |                                             |               |
| Mihaela Cârstoi                                            | 7,5 km (f)           | 3 (3 + 0)         | 29.10,5 (+4.41,3)                           | 55            |
| Mihaela Cârstoi                                            | 15 km (f)            | 8 (1 + 3 + 1 + 3) | 1:00.29,2 (+9.42,0)                         | 51            |
| Daniela Gârbacea                                           | 15 km (f)            | abandon           | nu a terminat                               | nu a terminat |
| Ileana Hangan-Ianoșiu                                      | 7,5 km (f)           | 5 (3 + 2)         | 28.32,1 (+4.02,9)                           | 48            |
| Monica Jauca                                               | 7,5 km (f)           | 5 (0 + 5)         | 31.13,7 (+6.44,5)                           | 63            |
| Monica Jauca                                               | 15 km (f)            | 5 (2 + 1 + 0 + 2) | 59.44,2 (+7.57,0)                           | 48            |
| Adina Șotropa                                              | 7,5 km (f)           | 3 (2 + 1)         | 27.57,0 (+3.27,8)                           | 38            |
| Adina Șotropa                                              | 15 km (f)            | 7 (4 + 2 + 1 + 0) | 58.58,6 (+7.11,4)                           | 41            |
| Echipa Adina Șotropa Mihaela Cârstoi Ileana Hangan-Ianoșiu | ștafetă 3x7,5 km (f) | 0-0 0-0           | 1:23.39,6 (+7.44,0) 28.31,6 27.24,4 27.43,6 | 10            |

## Bob
| Sportiv                                                 | Probă                | Rezultat | Rezultat | Rezultat | Rezultat | Rezultat        | Rezultat |
| Sportiv                                                 | Probă                | Manșa 1  | Manșa 2  | Manșa 3  | Manșa 4  | Total           | Loc      |
| ------------------------------------------------------- | -------------------- | -------- | -------- | -------- | -------- | --------------- | -------- |
| Csaba Nagy Lakatos Laurențiu Budur                      | România I (Bob-2 m)  | 1.01,34  | 1.01,58  | 1.02,06  | 1.01,70  | 4.06,68 (+3,42) | 18       |
| Paul Neagu Costel Petrariu                              | România II (Bob-2 m) | 1.01,44  | 1.01,81  | 1.02,19  | 1.02,40  | 4.07,84 (+4,58) | 22       |
| Paul Neagu Laszlo Hodos Laurențiu Budur Costel Petrariu | România I (Bob-4 m)  | 59,04    | 59,52    | 59,50    | 59,38    | 3.57,44 (+3,54) | 20       |

## Patinaj artistic
| Sportiv       | Probă    | Total            | Loc |
| ------------- | -------- | ---------------- | --- |
| Marius Negrea | Masculin | nu s-a calificat | 27  |

## Patinaj viteză
| Sportiv             | Probă      | Finala           | Finala        |
| Sportiv             | Probă      | Timp             | Loc           |
| ------------------- | ---------- | ---------------- | ------------- |
| Zsolt Baló          | 500 m (m)  | 39,70 (+2,56)    | 36            |
| Zsolt Baló          | 1000 m (m) | 1.18,12 (+3,27)  | 36            |
| Zsolt Baló          | 1500 m (m) | 2.01,33 (+6,52)  | 33            |
| Zsolt Baló          | 5000 m (m) | 7.32,89 (+32,92) | 33            |
| Mihaela Dascălu     | 500 m (f)  | 41,90 (+1,57)    | 21            |
| Mihaela Dascălu     | 1000 m (f) | 1.22,85 (+0,95)  | 6             |
| Mihaela Dascălu     | 1500 m (f) | 2.09,87 (+4,00)  | 17            |
| Mihaela Dascălu     | 3000 m (f) | 4.38,39 (+18,49) | 19            |
| Mihaela Dascălu     | 5000 m (f) | 7.54,03 (+22,46) | 13            |
| Cerasela Hordobețiu | 500 m (f)  | 42,68 (+2,35)    | 30            |
| Cerasela Hordobețiu | 1000 m (f) | abandon          | nu a terminat |
| Cerasela Hordobețiu | 1500 m (f) | 2.14,69 (+8,82)  | 28            |
| Cerasela Hordobețiu | 3000 m (f) | 4.38,08 (+18,18) | 18            |
| Cerasela Hordobețiu | 5000 m (f) | 8.07,16 (+35,59) | 19            |

## Sanie
| Sportiv                  | Probă      | Rezultat | Rezultat | Rezultat | Rezultat | Rezultat          | Rezultat |
| Sportiv                  | Probă      | Manșa 1  | Manșa 2  | Manșa 3  | Manșa 4  | Timp              | Loc      |
| ------------------------ | ---------- | -------- | -------- | -------- | -------- | ----------------- | -------- |
| Ioan Apostol             | Simplu (m) | 46,728   | 46,913   | 47,516   | 47,626   | 3.08,783 (+6,420) | 26       |
| Corina Terecoasa         | Simplu (f) | 48,386   | 48,315   | 48,358   | 48,067   | 3.13,126 (+6,430) | 22       |
| Ioan Apostol Liviu Cepoi | Dublu (m)  | 46,315   | 46,334   |          |          | 1.32,649 (+0,596) | 4        |

## Sărituri cu schiurile
| Sportiv       | Probă                           | Prima săritură   | A doua săritură  | Total puncte | Loc |
| ------------- | ------------------------------- | ---------------- | ---------------- | ------------ | --- |
| Virgil Neagoe | Trambulină 70 m individual (m)  | 72,6 p. (73,5 m) | 71,2 p. (72,0 m) | 143,8        | 57  |
| Virgil Neagoe | Trambulină 120 m individual (m) | 29,4 p. (76,0 m) | 34,7 p. (78,0 m) | 64,1         | 58  |

## Schi alpin
| Sportiv            | Probă                  | Manșa 1                      | Manșa 2                                   | Total puncte             | Loc                      |
| ------------------ | ---------------------- | ---------------------------- | ----------------------------------------- | ------------------------ | ------------------------ |
| Emilian Focșeneanu | Coborâre (m)           |                              |                                           | 2.08,81 (+18,44)         | 42                       |
| Emilian Focșeneanu | Slalom super-uriaș (m) | nu a terminat                | nu a terminat                             | nu a terminat            | nu a terminat            |
| Emilian Focșeneanu | Slalom uriaș (m)       | 1.15,48                      | 1.13,52                                   | 2.29,00 (+22,02)         | 48                       |
| Emilian Focșeneanu | Slalom (m)             | nu a terminat manșa 1        | nu a terminat manșa 1                     | nu a terminat            | nu a terminat            |
| Emilian Focșeneanu | Combinata alpină (m)   | coborâre: 152,6 p. (1.59,94) | slalom: 96,81 p. (1.58,20: 58,16+1.00,04) | 249,41 (+234,83)         | 35                       |
| Aurel Foiciuc      | Coborâre (m)           |                              |                                           | 2.09,94 (+19,57)         | 44                       |
| Aurel Foiciuc      | Slalom super-uriaș (m) |                              |                                           | 1.24,62 (+11,58)         | 68                       |
| Aurel Foiciuc      | Slalom uriaș (m)       | 1.16,03                      | 1.14,79                                   | 2.30,82 (+23,84)         | 53                       |
| Aurel Foiciuc      | Slalom (m)             | 1.02,57                      | 1.01,77                                   | 2.04,34 (+19,95)         | 41                       |
| Aurel Foiciuc      | Combinata alpină (m)   | coborâre: 1.57,91            | slalom: descalificat în manșa 1           | descalificat în manșa 1  | descalificat în manșa 1  |
|                    |                        |                              |                                           |                          |                          |
| Mihaela Fera       | Coborâre (f)           |                              |                                           | 2.01,27 (+8,72)          | 28                       |
| Mihaela Fera       | Slalom super-uriaș (f) |                              |                                           | 1.31,78 (+10,56)         | 38                       |
| Mihaela Fera       | Slalom uriaș (f)       | 1.13,91                      | 1.14,67                                   | 2.28,58 (+15,84)         | 28                       |
| Mihaela Fera       | Slalom (f)             | 54,15                        | 50,70                                     | 1.44,85 (+12,17)         | 29                       |
| Mihaela Fera       | Combinata alpină (f)   | coborâre: 1.31,74            | slalom: descalificată în manșa 2          | descalificată în manșa 2 | descalificată în manșa 2 |

## Schi fond
Distanță
| Sportiv               | Probă                   | Rezultat                              | Rezultat |
| Sportiv               | Probă                   | Timp                                  | Loc      |
| --------------------- | ----------------------- | ------------------------------------- | -------- |
| Viorel Șotropa        | 10 km clasic (m)        | 32.57,5 (+5.21,5)                     | 72       |
| Viorel Șotropa        | 30 km clasic (m)        | 1:30.10,5 (+7.42,7)                   | 35       |
| Viorel Șotropa        | 50 km liber (m)         | 2:16.03,5 (+12.22,0)                  | 36       |
| Viorel Șotropa        | 10 km+15 km pursuit (m) | +7.54,5 (10 km:32.57 + 15 km:40.35,4) | 54       |
| Ileana Hangan-Ianoșiu | 30 km liber (f)         | 1:38.06,7 (+15.36,6)                  | 50       |